# 焦家庄镇
焦家庄乡，是中华人民共和国甘肃省金昌市永昌县下辖的一个乡镇级行政单位。

## 行政区划
焦家庄乡下辖以下地区：
红庙墩村、北泉村、双磨街村、河滩村、杏树庄村、梅家寺村、南沿沟村、水磨关村、焦家庄村、楼庄子村、骊靬村和陈家寨村。